# Stephane Lasme
Stephane Lasme (* 17. Dezember 1982 in Port-Gentil, Gabun) ist ein gabunischer Basketballspieler.

## Karriere
Lasme besuchte die University of Massachusetts Amherst und spielte dort für UMass Minutemen. Im Jahr 2007 wurde Williams von den Golden State Warriors gedraftet, kam dort jedoch auf lediglich einen Einsatz in der Meisterschaft. Nach Stationen in der NBA Development League sowie bei Miami Heat wechselte er 2008 erstmals nach Europa, wo er mit Partizan Belgrad und Maccabi Tel Aviv jeweils das nationale Double gewinnen konnte. Zudem debütierte er in der EuroLeague und gewann 2009 die Adriatic League. Nach einer einjährigen Rückkehr in die D-League und einer weiteren Saison bei Obradoiro CAB in Spanien wechselte er 2012 nach Griechenland zu Panathinaikos Athen.

## Erfolge
- Serbischer Meister: 2009
- Israelischer Meister: 2010
- Griechischer Meister: 2013, 2014
- Meister der Adriatic League: 2009
- Serbischer Pokalsieger: 2009
- Israelischer Pokalsieger: 2010
- Griechischer Pokalsieger: 2013, 2014
- Türkischer Pokalsieger: 2015
- ULEB Eurocup Gewinner: 2016

## Auszeichnungen
- Bester Verteidiger der EuroLeague:  2013
- Bester Verteidiger der A1 Ethniki: 2013, 2014
- MVP der A1 Ethniki: 2013
- All-Euroleague Second Team: 2014
- All-Atlantic 10 1st Team: 2007
- Teilnahme an der Afrikameisterschaft: 2005
- Teilnahme am griechischen All Star Game: 2013, 2014
- Eurocup Finals MVP: 2016